# Stazione di Portovecchio di Piombino
La stazione di Portovecchio di Piombino è un fascio di binari, in passato stazione ferroviaria, situato a Piombino, in provincia di Livorno. È situato nell'area portuale nord-est della città di Piombino, tra il centro e la località di Gagno, dopo la galleria del Capezzòlo.

## Storia
La stazione è stata chiusa al traffico passeggeri nei primi anni novanta a causa della scarsa frequentazione. Risulta comunque attiva per il gestore dell'infrastruttura, Rete Ferroviaria Italiana, che la considera non più come una vera e propria stazione, ma come un fascio merci denominato Piombino Binari Porto Vecchio e ricadente nella giurisdizione della stazione di Piombino, anche se è alternatamente menzionata con il nome originario. Recentemente è stata però avanzata l'ipotesi di riaprirla per supportare ulteriormente lo sviluppo del porto. Progetti ancora più recenti ipotizzano il completamento del raddoppio su tutta la linea.